# Le Cerf (restaurant)
Pour les articles homonymes, voir Cerf (homonymie).
Le Cerf est un restaurant gastronomique situé à Marlenheim, en Alsace. Fondé en 1930, il obtient son Étoile Michelin dès 1936 et la conserve sans discontinuer durant les 86 années suivantes. Le journal Le Monde déclare en 2013 qu'y est servie « la plus belle choucroute du monde ».

## Histoire

### Fondation
Le restaurant Le Cerf est fondé par le Strasbourgeois Paul Wagner et sa femme Claire sous le nom d'Hostellerie du Cerf en 1930. Auparavant, le bâtiment était un ancien relais de poste, également nommé Zum Hirzen.

### Restaurant étoilé
Le Cerf obtient son Étoile Michelin dès 1936 et la conserve sans discontinuer durant les 86 éditions suivantes du guide, ce qui est quasiment un record français. Par ailleurs, dans les années 2010, il est noté « trois toques » par le guide Gault et Millau.

### Transmission familiale
Au cours des années 1950, Robert Husser, petit-fils de Paul Wagner, reprend l'auberge à seulement 21 ans. Durant les années 1960, Jean Monnet et Jacques Chaban-Delmas y résident volontiers plusieurs semaines d'affilée. En 2000, l'arrière-petit-fils de Paul Wagner, Michel Husser, reprend le restaurant après s'être formé notamment auprès de Marc Haeberlin et d'Alain Senderens.
En 2013, le journal Le Monde déclare qu'y est servie « la plus belle choucroute du monde ». Durant quelques années, le restaurant accueille en formation le jeune chef Kei Kobayashi, qui y est tout d'abord nommé aux poissons, avant d'être nommé à la viande sur son insistance, puis chef de partie à la viande.
En 2017, Michel Husser passe la main à ses filles Mélina et Clara. En 2021, son fils Luca rejoint également l’affaire familiale, apportant des nouvelles inspirations à la maison, perpétuant ainsi l’héritage familial. Son arrivée marque une volonté de dynamiser l’établissement en alliant tradition et innovation.
Avec l’arrivée de leur nouveau chef Sylvain Ruffenach aux commandes des cuisines, la maison continue d’évoluer. Fort de son expérience et de sa créativité, il insuffle une nouvelle dynamique à la carte, tout en respectant l’identité culinaire qui fait la renommée du restaurant.

## Localisation
Le restaurant est situé à Marlenheim, porte nord de la Route des vins d'Alsace.